# Техеда
Техеда (ісп. Tejeda) — муніципалітет в Іспанії, у складі автономної спільноти Канарські острови, у провінції Лас-Пальмас, на острові Гран-Канарія. Населення — 2133 особи (2010).
Муніципалітет розташований на відстані близько 1760 км на південний захід від Мадрида, 23 км на південний захід від міста Лас-Пальмас-де-Гран-Канарія.
На території муніципалітету розташовані такі населені пункти: (дані про населення за 2010 рік)
- Ель-Каррісаль: 60 осіб
- Куевас-Каїдас: 93 особи
- Ла-Кулата: 322 особи
- Ель-Чоррільйо: 45 осіб
- Ла-Дегольяда: 84 особи
- Ель-Еспінільйо: 24 особи
- Ель-Хункаль: 76 осіб
- Ломо-де-лос-Сантос: 180 осіб
- Ель-Махуело: 47 осіб
- Ель-Рінкон: 80 осіб
- Ла-Солана: 69 осіб
- Техеда: 788 осіб
- Тімагада: 79 осіб
- Ель-Тоскон: 58 осіб
- Касас-дель-Ломо: 64 особи
- Лас-Крусітас: 47 осіб
- Ель-Роке: 17 осіб

## Демографія
Динаміка населення (INE ):

## Галерея зображень

Розташування муніципалітету на острові Гран-Канарія